# Teutônia
Teutônia, amtlich portugiesisch Município de Teutônia, ist eine Gemeinde im brasilianischen Bundesstaat Rio Grande do Sul. Die Bevölkerung wurde zum 1. Juli 2021 auf 34.275 Einwohner geschätzt, die Teutonienser genannt werden und auf einer Gemeindefläche von rund 177,8 km² in der Region Vale do Taquari leben.

## Geographie
Angrenzende Gemeinden sind Boa Vista do Sul, Colinas, Estrela, Imigrante, Brochier, Paverama, Poço das Antas, Westfália und Fazenda Vilanova.

## Geschichte
Teutônia wurde 1858 in der Provinz São Pedro do Rio Grande do Sul von deutschen Einwanderern gegründet, sie setzten sich aus Altkolonisten der Kolonie São Leopoldo sowie Neukolonisten der dritten Einwanderungswelle der deutschen Einwanderung in Brasilien zusammen. 
Nach einem Plebiszit am 24. Mai 1981 wurde sie zur selbständigen Stadt, nachdem sie zuvor zur Gemeinde Estrela gehörte.

## Sehenswürdigkeiten
- die Lagoa da Harmonia
- das Museum Henrique Uebel
- das Rathaus-Zentrum